# Grantstand
Grantstand — студійний альбом американського джазового гітариста Гранта Гріна, випущений у квітні 1962 року лейблом Blue Note.

## Опис
Grantstand став третім альбомом Гранта Гріна на лейблі Blue Note, а у записі з ним взяли участь музиканти, які рідко записувались на цьому лейблі: тенор-саксофоніст Юсеф Латіф (який також грає на флейті), органіст Джек Мак-Дафф і ударник Ел Гейрвуд. Грін виконує дві блюзові оригінальні композиції, 9-ти хв. заглавний трек і 15-ти хв. «Blues in Maude's Flat».
Записаний 1 серпня 1961 року на студії Van Gelder Studio в Енглвуд-Кліффс (Нью-Джерсі). Перевидання на CD містить бонус-трек «Green's Greenery», який не був включений в оригінальний LP.

## Список композицій
1. «Grantstand» (Грант Грін) — 9:03
2. «My Funny Valentine» (Річард Роджерс, Лоренц Гарт) — 9:06
3. «Blues In Maude's Flat» (Грант Грін) — 5:51
4. «Old Folks» (Дедетт Лі Гілл, Віллард Робісон) — 4:11

Бонус-треки перевидання на CD
1. «Green's Greenery» (Грант Грін) — 5:10

## Учасники запису
- Грант Грін — гітара
- Юсеф Латіф — тенор-саксофон, флейта
- Джек Мак-Дафф — орган
- Ел Гейрвуд — ударні

Технічний персонал
- Альфред Лайон — продюсер
- Руді Ван Гелдер — інженер звукозапису
- Нет Гентофф — текст до обкладинки
- Френсіс Вульфф — фотографії обкладинки